# Sarax mardua
Espèce
Sarax mardua est une espèce d'amblypyges de la famille des Charinidae.

## Distribution
Cette espèce est endémique du Kalimantan oriental en Indonésie,. Elle se rencontre dans le karst de Sangkulirang-Mangkalihat à Pengadan dans la grotte Gua Mardua.

## Description
Le mâle holotype mesure 10,06 mm et la femelle paratype 8,47 mm.
La carapace du mâle décrit par Miranda, Giupponi, Prendini et Scharff en 2021 mesure 3,82 mm de long sur 5,59 mm et celle de la femelle mesure 3,35 mm de long sur 4,47 mm.
Cette espèce troglobie possède des yeux réduits.

## Étymologie
Son nom d'espèce lui a été donné en référence au lieu de sa découverte, la grotte Gua Mardua.

## Publication originale
- Rahmadi, Harvey & Kojima, 2010 : « Whip spiders of the genus Sarax Simon 1892 (Amblypygi: Charinidae) from Borneo Island. » Zootaxa, no 2612, p. 1-21.